# Anita Carrijo
Anita Carrijo (São Paulo, 31 de outubro de 1900 – 13 de maio de 1957) foi uma dentista e militante pelo divórcio no Brasil.
Anita era uma das líderes nacionais do movimento pelo direito ao divórcio em uma época em que era permitido apenas o desquite. Escritora, era membro da Federação das Mulheres do Estado de São Paulo (FMESP) e palestrava em associações que defendiam os direitos das mulheres sobre a importância da emancipação feminina, o direito ao divórcio, a creche para as crianças de mulheres trabalhadoras. Por seu trabalho se tornou nacionalmente conhecida. Ela exigia uma mudança na lei brasileira de 1934, que caracterizava o casamento como algo indissolúvel e pedia que ela fosse revogada na Constituição brasileira de 1946.
Anita foi encontrada morta em seu apartamento em 1957 e seu assassinato nunca foi solucionado.

## Biografia
Anita nasceu na capital paulista, em 1900. Era filha de José Leite Carrijo, produtor de café em Santos e primo de Eufrásia Teixeira Leite (1850-1930), uma das primeiras mulheres do mundo a fazer fortuna na bolsa de valores. José teve seis filhos, sendo Anita a mais nova. Na juventude, casou-se com Gaston Cord'homme, filho de diplomata francês e estudioso da cultura indígena guarani. A única filha do casal, Arlette Carrijo, nasceu em 24 de março de 1922 e faleceu em 2014, aos 92 anos.
Quando Arlette tinha 3 anos, seus pais se separaram. Anita então cursou odontologia e abriu um consultório na capital paulista para sustentar a filha, que também seguiria a carreira da mãe. Arlette se casou com um oficial da Marinha dos Estados Unidos e se mudou em definitivo para o país em 1949, onde teve duas filhas.

## Carreira e militância
A militância de Anita se intensificou em 4 de abril de 1945 quando ela esteve entre as 42 mulheres reunidas na sede da Associação Paulista de Imprensa em defesa da anistia ampla e irrestrita aos presos políticos do Estado Novo. Apenas duas semanas depois da reunião, Getúlio Vargas (1882-1954) assinaria o decreto-lei que possibilitaria a libertação dos últimos 600 prisioneiros de seu governo. A queda de Getúlio foi em outubro, dando início a um período de relativa tolerância aos movimentos sociais no Brasil.
Neste período várias associações femininas surgiram pelo país e uma das mais representativas foi a Federação das Mulheres do Estado de São Paulo (FMESP). Ela aglutinava diversas tendências de esquerda sob influência direta do Partido Comunista Brasileiro. No começo da década de 1950 ela contaria com cerca de 7,5 mil membros, entre eles Anita. Nem todas as participantes da Federação eram comunistas, mas havia uma percepção de que o comunismo era uma forma de oposição mais organizada ao sistema vigente.
Tais movimentos defendiam pautas que iam desde a equidade salarial, o direito ao divórcio, construção de creches para os filhos das trabalhadoras, até críticas à Guerra Fria. Na época, elas não se identificavam como feministas já que o termo era utilizado com frequência como crítica. Uma feminista era uma mulher "indesejada" e que não deveriam ser "levadas a sério". Anita não esteve livre de críticas semelhantes. No jornal A Manhã, de 9 de julho de 1952, o repórter Louis Wiznitzer se referiu a ela como uma "brasileirinha metida a escritora".

### Odontologia
Anita foi a primeira mulher do país a apresentar um trabalho científico em um congresso de Odontologia, a Semana Odontológica de Ribeirão Preto, em julho de 1948. Convivia com conhecidos anarquistas paulistanos no Centro de Cultura Social, como o jornalista Edgard Leuenroth, o historiador Caio Prado Júnior, o filósofo Mário Ferreira dos Santos e o sociólogo Maurício Tragtenberg. Suas irmãs também frequentavam as reuniões e duas delas chegaram a ser retratadas em telas de Anita Malfatti.
Em 1949, Anita publicaria o livro A Mulher no Século XX.

## Direito ao divórcio
Anita se tornou líder de uma campanha pela liberação do divórcio que era, em sua visão, uma necessidade social. Ela palestrou em várias instituições culturais onde exigia que o caráter indissolúvel do matrimônio, previsto em lei de 1934, fosse revogado na futura Constituição de 1946. Para o casal que quisesse se separar a única opção disponível era o desquite, que previa apenas uma separação de corpos e bens. Maridos e esposas que quisessem apostar em um novo relacionamento não poderiam contrair núpcias e as uniões posteriores ao desquite não tinham respaldo legal. Além disso, filhos que nascessem destas uniões eram vistos como ilegítimos e as mulheres desquitadas eram mal vistas na sociedade.
Muitas mulheres desquitadas se correspondiam com Anita em busca de orientação e Anita respondia, pedindo que elas se unissem na luta pela liberação do divórcio. A oposição surgiu logo em seguida e políticos da época julgavam o movimento feminino pelo divórcio como sendo impatriótico. Anita, por sua vez, considerava que os homens que se opunham ao movimento não tinham argumentos para discutir o assunto.
Anita e a filha se correspondiam toda semana, mas as correspondências de Anita eram vigiadas pelo Departamento de Ordem Política e Social (DOPS). Um memorando de 27 de outubro de 1951, destinado a Arnaldo de Camargo Pires, delegado-chefe do Serviço Secreto do DOPS, acusava Anita de ser "militante comunista; as suas atividades em prol da ideologia comunista vêm se manifestando desde princípios de 1949".
Os censores do DOPS também ficavam atentos às críticas feitas por Anita em suas cartas à filha e montaram um pequeno dossiê sobre Anita que fora vigiada de outras maneiras. Mulheres militantes eram vigiadas com frequência e havia uma rede de informações mobilizada para derrubar tais movimentos. A polícia sabia de todos os seus passos e vigiavam suas casas e locais de trabalho. Oficiais à paisana também se postavam próximos aos locais de reuniões dos movimentos e infiltravam policiais femininas. Mulheres eram presas e interrogadas, forçadas a fornecer nomes, delatar colegas e informar sobre novos eventos. Em 22 de janeiro de 1957, o decreto nº 40.789, assinado pelo então presidente Juscelino Kubitschek (1902-1976), suspendeu o funcionamento da Federação das Mulheres do Brasil e de todas as associações filiadas, incluindo a FMESP.

## Morte
No dia 11 de maio de 1957, um sábado, Anita e sua funcionária do consultório, Irma Sargentelli, se arrumaram para o casamento de uma de suas clientes na Paróquia São José do Belém, zona leste de São Paulo. Às 20h, ambas deixaram a igreja e rumaram para o bairro do Ipiranga, na zona sul, onde ocorria a festa e recepção aos convidados. Irma deixou a festa às 21h, enquanto Anita permaneceria até a meia-noite.
Anita se despediu dos amigos e foi sozinha em direção ao um ponto de ônibus. Às 9h30 da segunda-feira, Irma estava chegando ao consultório e residência de Anita, na República, região central de São Paulo, e encontrou o local em desordem, com duas bolsas remexidas e papéis espalhados. Irma espiou pelo buraco da fechadura do quarto de Anita e conseguiu avistar algo caído no chão. Com a ajuda do zelador, ela arrombou a porta e descobriu o corpo de Anita no chão. As gavetas das cômodas estavam abertas e reviradas e havia mais papel espalhado.
Anita ainda usava o terninho azul-marinho e meias finas que usou no casamento no sábado. Ela estava deitada de bruços, com os pés e mãos amarrados nas costas. O rosto estava enrolado em um pano, seu nariz e boca estavam obstruídos por esparadrapos e um ferimento de cinco centímetros marcava a lateral esquerda de seu rosto. Em sua mão havia um tufo de cabelo que não lhe pertencia, provavelmente arrancado do atacante em uma tentativa de defesa. No apartamento, as lâmpadas estavam quebradas e o fio do telefone estava cortado.
Seu corpo foi encaminhado para o Instituto Médico Legal na tarde do mesmo dia. Segundo o laudo oficial, a causa da morte foi por asfixia mecânica e o legista desconsiderou violência sexual, apesar da posição em que o corpo foi encontrado e sua roupa de baixo estar revirada. O documento apontou também a presença de álcool no sangue, bem como queijo e presunto no trato digestivo. Seu irmão, José Carrijo Júnior, soube do assassinato no início da tarde daquela segunda-feira e por telegrama avisou Arlette nos Estados Unidos.

## A investigação
Para a polícia, duas ou mais pessoas foram as responsáveis pelo crime que foi tratado como latrocínio, ainda que os objetos de valor como joias não tivessem sido levados e o cofre da residência estivesse intocado. As únicas coisas que sumiram foram uma máquina de escrever e um pequeno aparelho de diatermia.
Um ex-auxiliar de Anita, Federico Cappellin, foi apontado como suspeito por Irma e por vizinhos, que atestaram que ele rondou o prédio da dentista durante a noite de sábado, inconformado com sua recente demissão. Federico tinha 27 anos na época e nascera em uma pequena vila no nordeste da Itália, tendo emigrado para o Brasil em 1954. Aspirante a ator, atuou em uma montagem da peça A Prostituta Respeitosa, de Jean-Paul Sartre, no Teatro Cultura Artística pelo grupo amador da Aliança Francesa.
Federico alegava ter conhecido Anita no Museu de Arte Moderna de São Paulo. Ele se tornou seu assistente, mas, segundo ele, os dois teriam brigado por conta do posicionamento político e feminista de Anita, que culminaria com sua demissão. Em 18 de maio, após 33 horas de interrogatório, Frederico foi liberado pela polícia.
A investigação do homicídio pouco avançou. O laudo do legista foi, posteriormente, considerado falho e não teve qualquer supervisão da então Delegacia de Segurança Pessoal. Uma semana após o crime e as impressões digitais recolhidas no apartamento ainda não tinham sido analisadas pelo serviço datiloscópico. Mais de cem pessoas foram ouvidas pela polícia após o interrogatório de Frederico, mas todos foram soltos em seguida.
Uma campanha de difamação logo começou na mídia sensacionalista. Anita foi acusada de receber homens em seu apartamento, de ser traficante de drogas e de frequentar boates e casas de prostituição. O caso foi arquivado em 1970 por falta de provas.
Uma reportagem do Jornal do Brasil de 9 de maio de 1959 mostra um depoimento de José Carrijo Júnior, irmão de Anita.
| “ | Minha irmã estava escrevendo um livro sobre o uso de tóxicos em São Paulo. (...) Nesse livro estavam os nomes de várias personalidades da alta sociedade paulista, pessoas viciadas em tóxicos. Pois bem, os originais do livro desapareceram logo após o crime, não sendo encontrados em nenhuma oficina gráfica. | ” |

Anita foi sepultada no Cemitério do Araçá, na capital paulista, mas seu túmulo foi vendido para outra família e seus restos mortais não foram encontrados.